# Лас-Посас
Лас-Посас (Лас-Позас; англ. Las Pozas) — садово-парковая зона в Мексике, которая была создана английским меценатом, покровителем сюрреалистического направления в искусстве — Эдвардом Джеймсом. Занимает площадь более 32 гектаров, находится на высоте 610 м над уровнем моря в субтропическом скалистом лесу на склоне горы Сьерра-Мадре.

## История
В начале 1940-х годов Джеймс отправился из Англии в США, начав свой визит с художественной колонии в Таосе, Нью-Мексико. Затем он посетил Лос-Анджелес, Калифорния, где у него возникла идея создания сада, подобно Эдемскому. Но он понял, что в переполненной и индустриальной Калифорнии это маловероятно. В 1941 году его знакомая художница стиля магический реализм — Бриджет Тиченор посоветовала Эдварду поискать такое место в сюрреалистических местах Мексики, где можно было бы выразить свои эзотерические интересы. В городе Куэрнавака он нанял в качестве гида Plutarco Gastelum, и в ноябре 1945 года рядом с местечком Хилитла они нашли подходящее для парка место. Интересно, что гид англичанина женился на местной женщине и имел четырех детей, которые впоследствии называли Джеймса «дядей Эдвардом». Джеймс часто останавливался в их доме, построенном из бетона в псевдоготическом стиле, ныне это отель La Posada El Castillo.
В период между 1945 и 1965 годами Эдвард Джеймс, живя в этих местах, построил здесь десятки сюрреалистических бетонных конструкций, некоторые из которых имели имена собственные. Дорожки в парке состоят из ступеней, пандусов, мостов и узких извилистых тропинок, пересекающих отвесные природные скалы. Джеймс дополнял парк новыми сооружениями и в последующие годы, не закончив свой проект; он умер от инсульта в 1984 году в Сан-Ремо. На строительство этого паркового комплекса было потрачено более 5 млн долларов. Для этого Джеймсу пришлось продать часть своей коллекции сюрреалистического искусства на аукционе.
Летом 2007 года фонд  Fundación Pedro y Elena Hernández, компания Cemex (крупнейший производитель цемента в мире) и правительство штата Сан-Луис-Потоси собрали 2,2 млн долларов и создали фонд  Fondo Xilitla, который стал курировать вопросы сохранения и восстановления этого уникального парка.

## Режим работы
Сады открыли для посещения публики в 1990 году, и в настоящее время туда приезжают около 75 000 посетителей в год. Вход в парковую зону Лас-Посас открыт ежедневно в течение всего года, с 09:00 и до заката солнца (примерно до 18:00). Перед началом осмотра туристов просят внести небольшой благотворительный взнос для поддержки этого комплекса. На его территории работает небольшой ресторан и сувенирный магазин. Стоимость экскурсии составляет от $20 до $26 в зависимости от языка, на котором гид ведёт экскурсию.

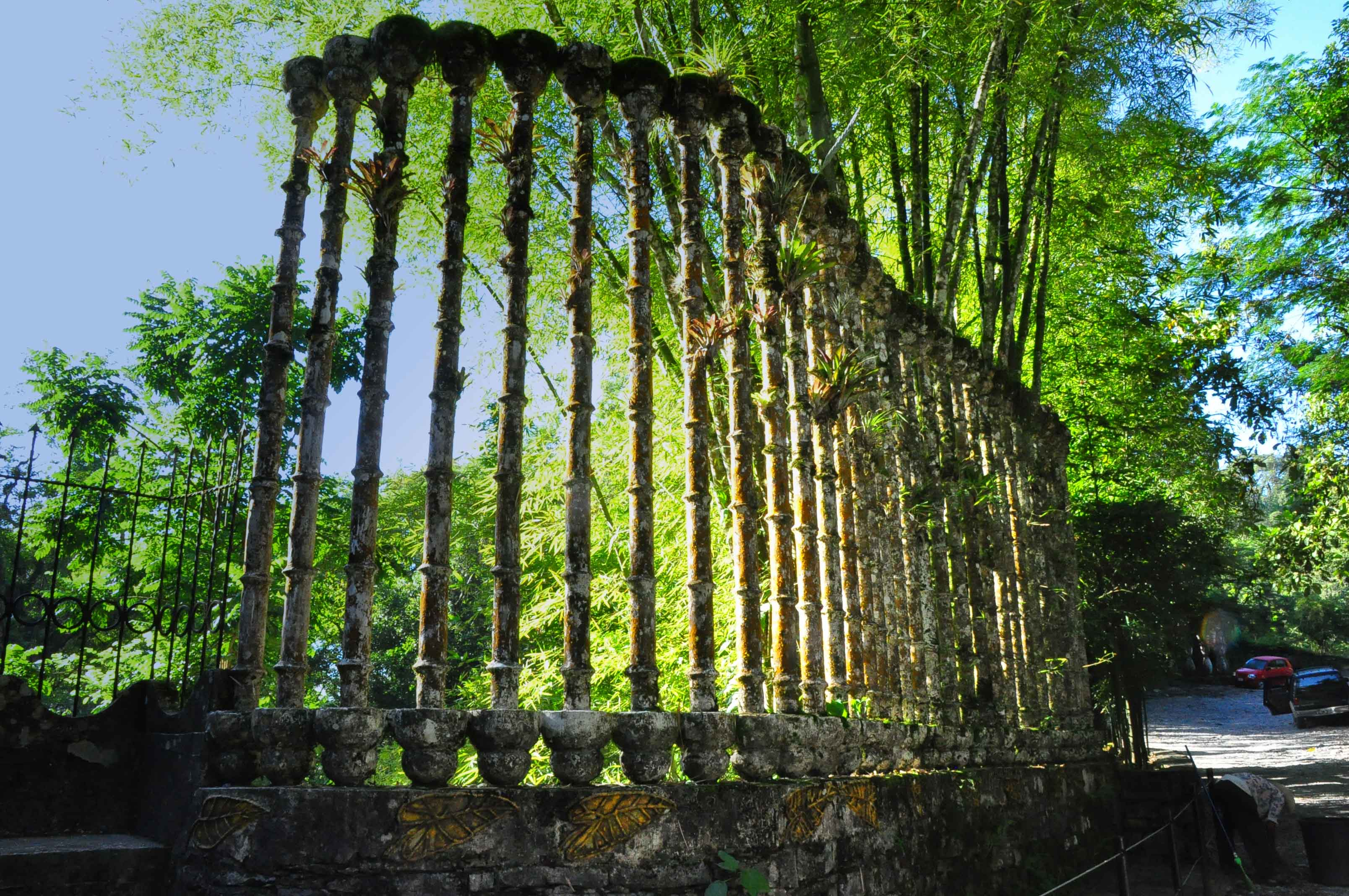
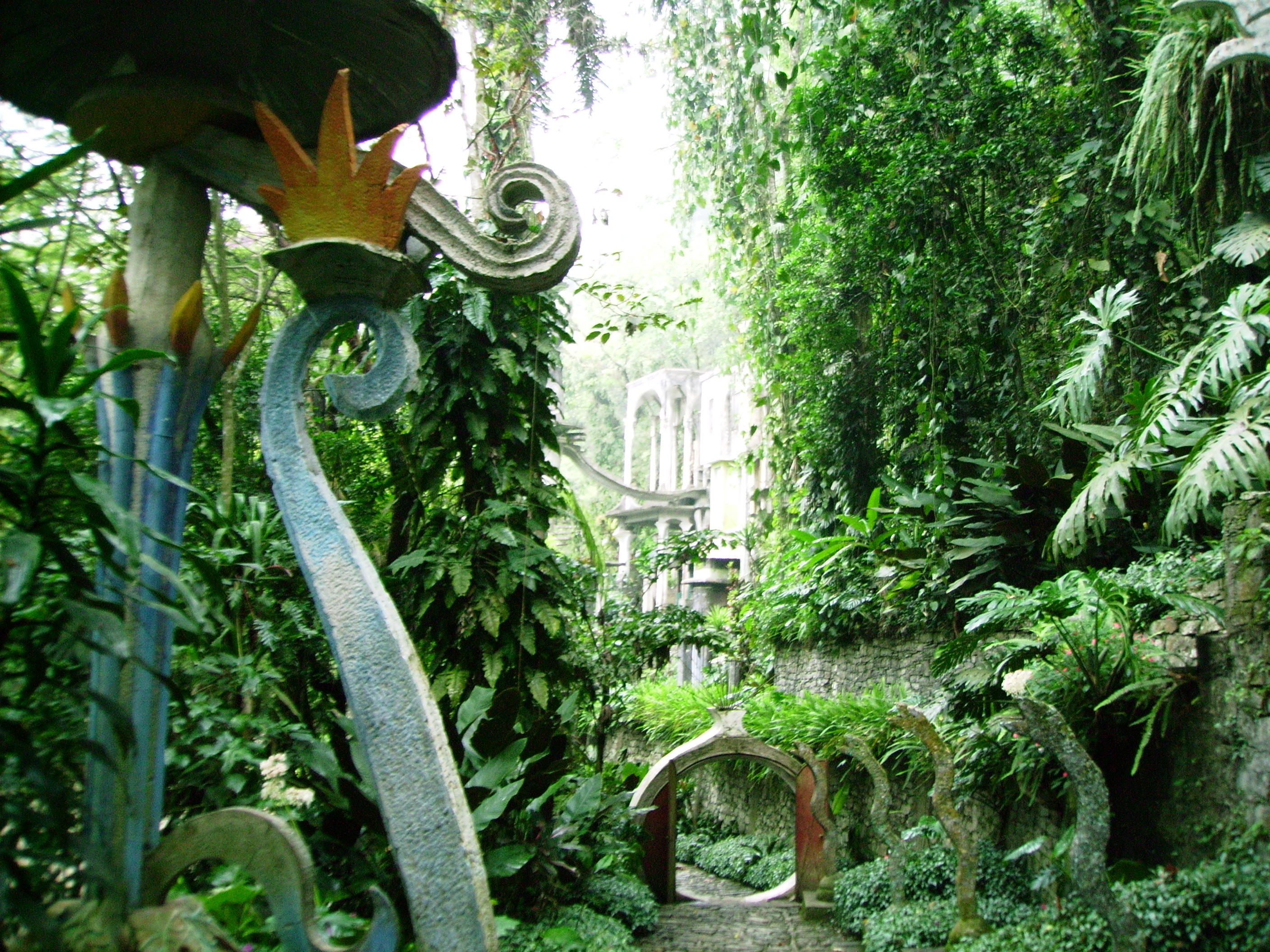
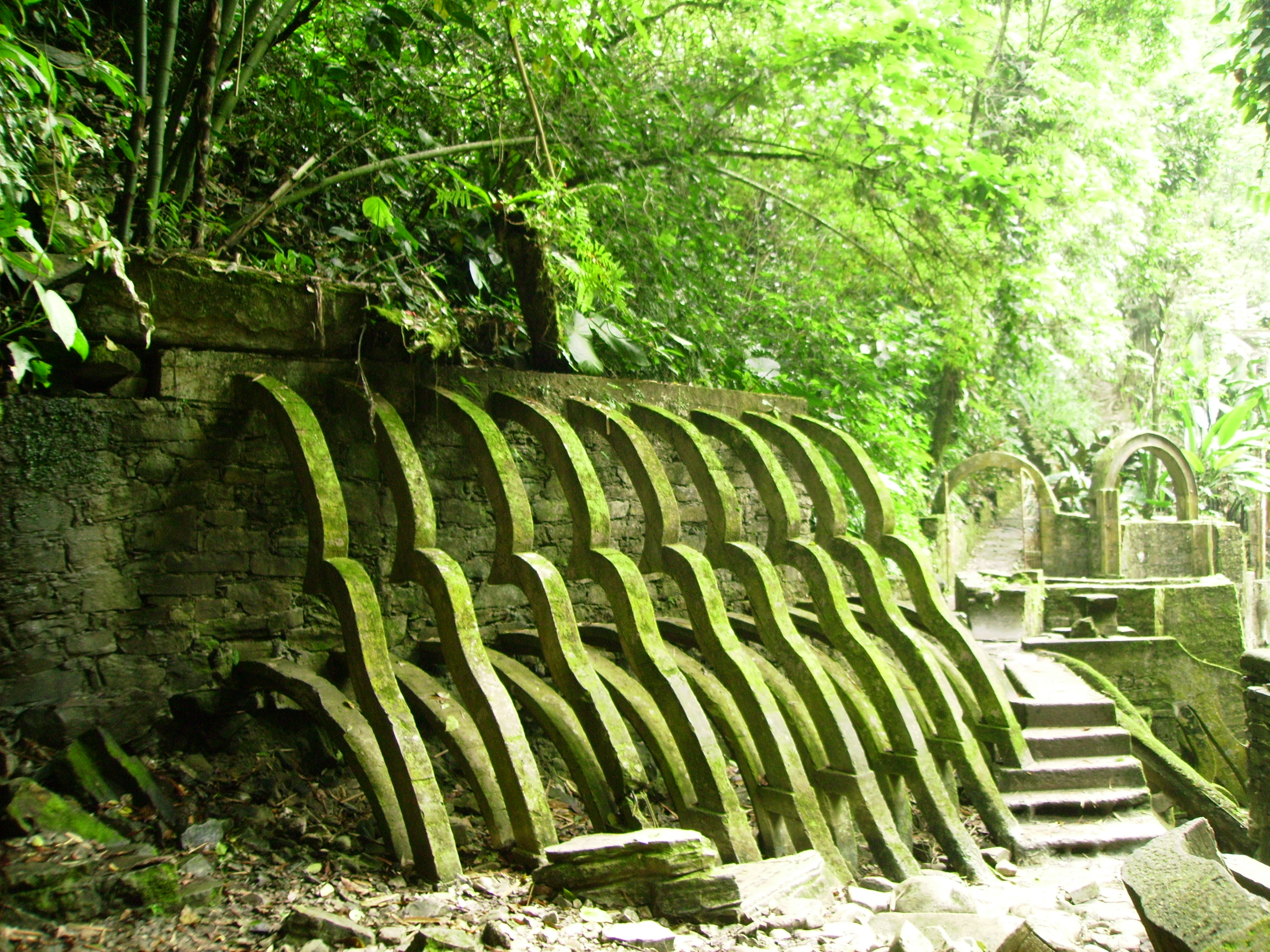
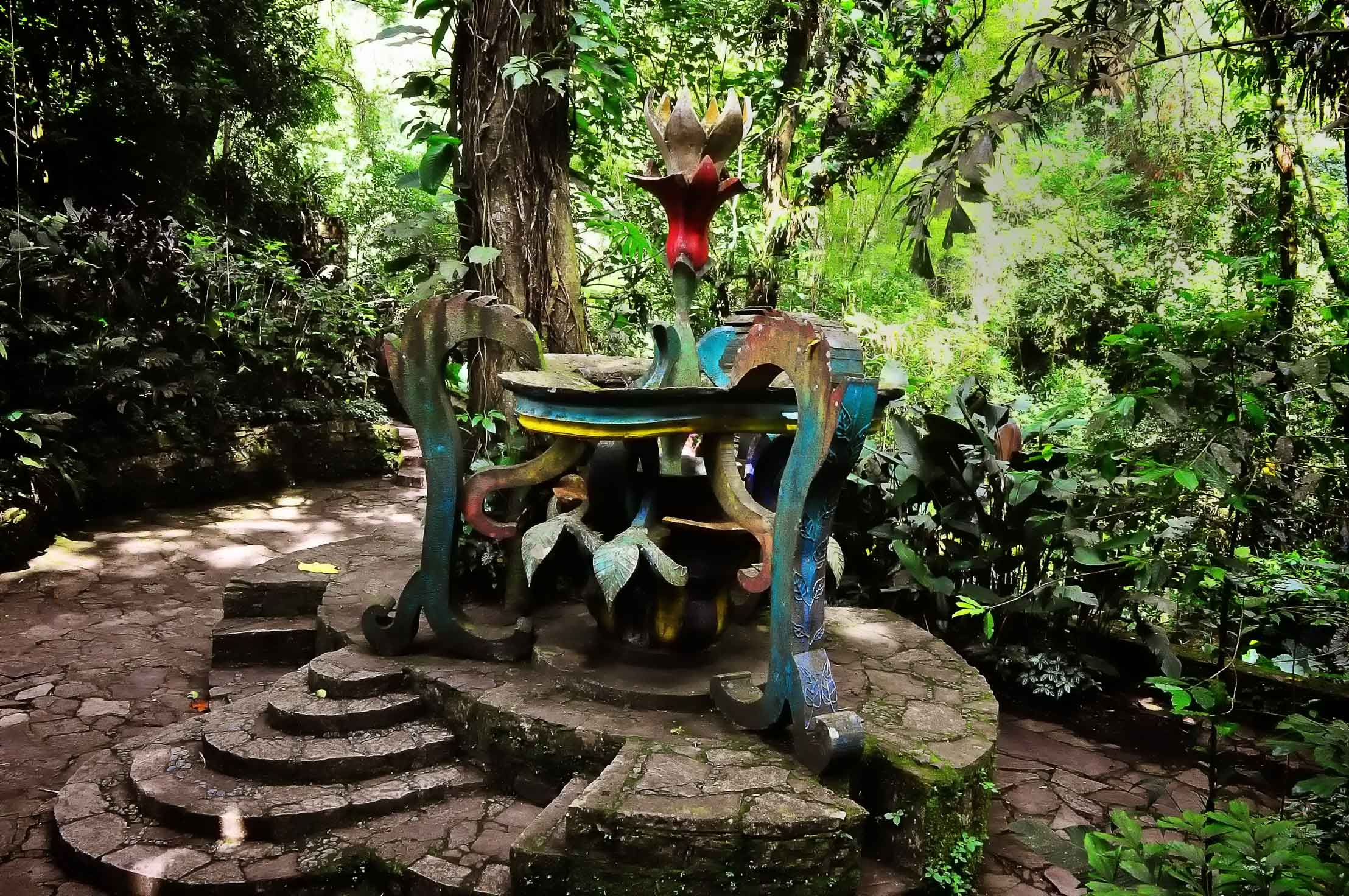
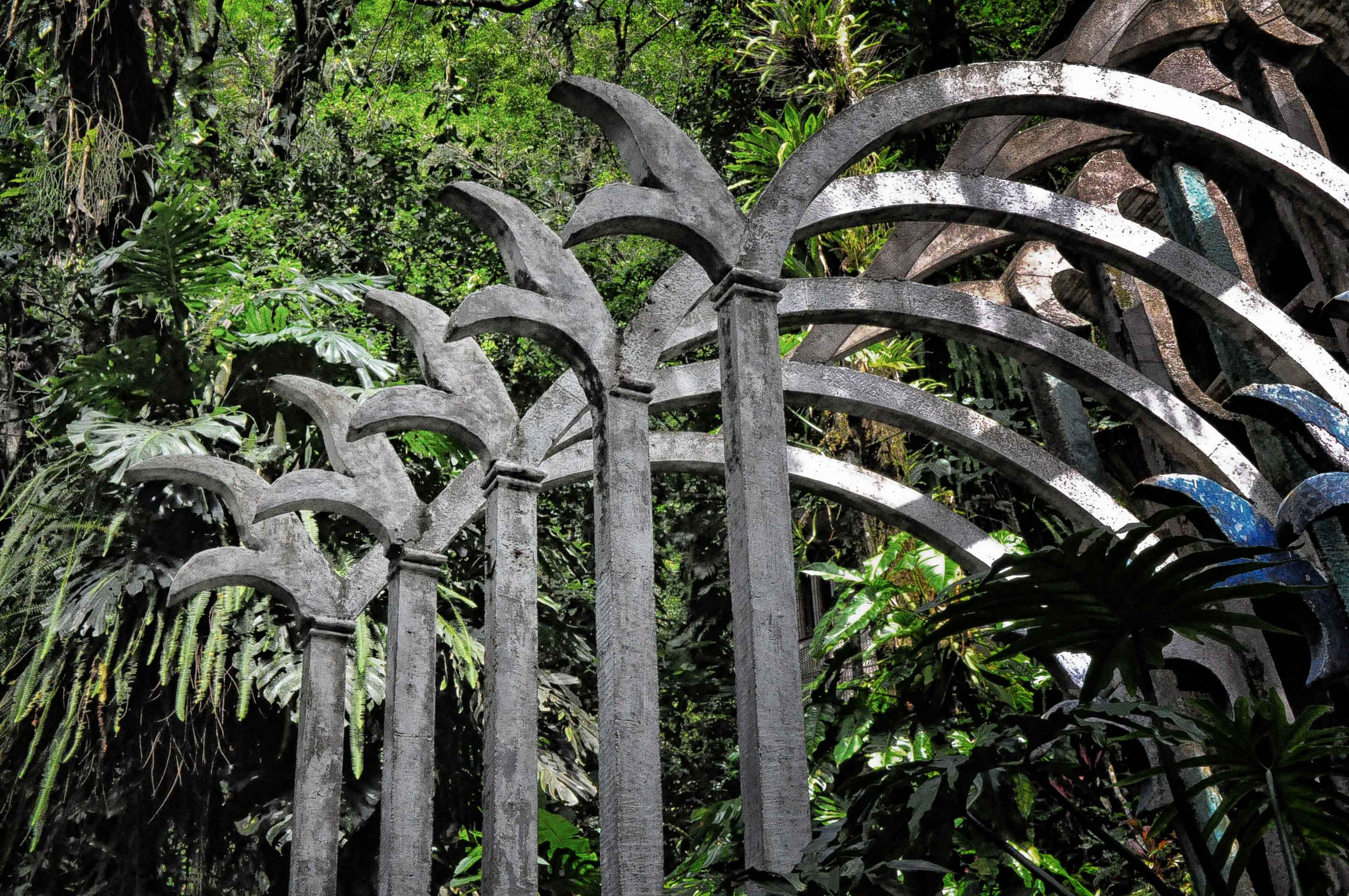